# 銀玉の魂
『銀玉の魂』（ぎんだまのたましい）は、テレビ北海道（TVh）で木曜日深夜（金曜日未明）1時30分 - 2時に放送されていたパチンコ・パチスロ番組である。

## 概要
2009年12月3日放送開始。TVh木曜深夜枠にて自社制作バラエティ番組が放送されるのは、2008年9月終了の『Kunoichi.TV』以来1年2ヵ月ぶりである。
北海道出身の女性お笑いコンビ『上海ドール』（オジョー、ことみ）が、番組スポンサーであるパチンコ施設「スーパーハイペリオン」を舞台に、当時ローカルタレントとして活躍していた『あべみほ』をはじめとする準レギュラー出演者「ハイペリオンガール」やゲストと共に“ありえない”パチンコ・パチスロ対決を繰り広げた番組。16:9のハイビジョン制作であり、アナログではレターボックス方式で放送されていた。
番組開始当初は一般視聴者と出演者がチームを組んでサブちゃん（サブキャラ）と対戦する構成だったが、次第に視聴者の出演が少なくなり、出演者がサブちゃんと共に対戦するというスタイルとなった。また後期にはパチンコ・パチスロ関係者がゲストで登場することも多かった。
パチンコ・パチスロ番組という性質上、番組に登場するパチンコ台が激しく点滅するシーンが多いため、「パチンコ台の光が激しく点滅する箇所があります。部屋を明るくしてご覧下さいますようお願いいたします。」という視聴注意テロップが流れていた。
サンテレビジョンなどで放送されている同系統番組『銀玉王』との関係性は無い。
銀玉第65回「CR巨人の星2」（2011年3月10日）の放送翌日に東日本大震災が発生。それに配慮してか同年3月17日から4月28日まで銀玉は放送を自粛し別番組に差し替えられた。同年5月5日（第66回）から放送を再開したものの、番組メインであった上海ドールが解散したこともあり同年5月19日をもって『銀玉の魂』は終了となり、翌週5月26日からは『銀玉の魂2』としてリニューアルしたが、わずか4ヵ月後の同年9月29日をもって終了。総放送回数は86回だった。当番組終了後、TVh自社制作による深夜バラエティ番組は2013年4月5日開始の『EZOSTYLE』まで1年半のブランクとなる。

## ルール

### 2009年12月から2010年8月まで
- 出演者とゲストが軍資金3,000円を使い、制限時間2時間でどれだけ出玉を出せるかを競う。途中、軍資金がすべてなくなった場合は、視聴者に一芸を披露することで追加資金を受け取ることが出来た。
- 対戦の残り時間が30分になると『NGリーチ』があり、番組が定めたリーチに当たった場合はオジョーが持っている4つのカードの中から1枚を選ぶ。カードの中身には「MCの心」（MC役のオジョーが自由気ままに出玉を操ることが出来る最強のカード）「出玉1箱サブちゃん（サブキャラ）へ」（持っていた出玉が1箱分サブちゃんへ移動する）などがあった。
- 最終的にすべての出演者が出した出玉が、サブちゃん（後述）の出玉より少ない場合は、バケツの水かぶりやパイ投げ、ホースからの放水などの罰ゲームが与えられる。発表の際は「ひょうきん懺悔室」（フジテレビでかつて放送されていた『オレたちひょうきん族』のコーナー）で使用されていたBGMが流れ、画面上にサブちゃんが○を出す写真（天国）が出ると罰ゲーム回避。×を出す写真（地獄）が出ると罰ゲームとなる。

### 2010年9月から2011年9月まで
- それまでの個人戦から団体戦に変更。基本的なルールは第1期と同じだが、途中に『チャレンジリーチ』があり、番組が指定したリーチに当たると、オジョーが持っている抽選ボックスからボールを引き、そのボールに書かれた事柄を実行しなければならない。
  - ボールの内容は、「今日のアメちゃん」（オジョーがどこかの店で買ったおいしくて奇妙?な飴を出演者に食べさせる）「ザンゲ」（出演者とゲストが視聴者に向かって懺悔する）「おはこ十八番」（出演者が好きな曲を1フレーズ歌う）などがあった。
- すべての出演者が出した出玉総数を発表した後、サブちゃんの出玉総数を発表し、その合計が20,000発を超えた場合は視聴者1名に温泉旅行券（ただし行先は当選者に通知）をプレゼント（発表の際にオジョーが「視聴者プレゼントか、罰ゲームか、サブちゃんの出玉お願いします!」と発した後、サブちゃんが画用紙に書かれた出玉総数を出していた）。超えなかった場合はサブちゃんを除く出演者が罰ゲームを食らってしまう。

## 出演者
- 上海ドール（オジョー、ことみ） - 番組メインMC｡コンビ解消後はオジョーのみ出演。
- あべみほ - 初代ハイペリオンガール。番組終了後に上京し、様々なバラエティー番組で活躍するタレントとなった。
- 伊藤英一郎 - 「銀玉」はナレーションだったが、「銀玉2」ではサブMCとして登場。
- つるぎや哲也 - 「銀玉2」のナレーション担当。『遊びなDJサタデー』準レギュラーでもある。

### ハイペリオンガール
番組スポンサーである「スーパーハイペリオン」のイメージガールという触れ込みで登場した女性4人組。上海ドールと共にありえないパチンコバトルを展開した。
第1期メンバー
- あべみほ（当時はモーディアに所属）
- 築館えり（つきだて えり）
- 小林由芽（こばやし ゆめ）
- 早坂緋奈子（はやさか ひなこ）

※第1期のメンバーは番組内で流れていたスーパーハイペリオンのCMにも出演していた。
第2期メンバー
- 菊田結梨花（きくた ゆりか） - 愛称「ゆりか」
- 山田あおい（やまだ あおい）
- 羽澄朋子（はすみ ともこ）
- このみ

※ゆりかは札幌市内の某メイドカフェに勤務していたこともあり、第39回（2010年9月2日放送）での初登場時からしばらくはメイド姿で出演していた。第41回（2010年9月16日放送）からは2代目ハイペリオンガールとして出演していたが、次第に準レギュラーとなり、他の3人を降板に至らせた。銀玉終了後は『遊びなDJサタデー』にリポーターとして出演していた（現在は降板）。

### 主なゲスト
- 大塚麻公（おおつか まこ、2010年3月18日、3月25日出演）
- 広瀬彩香（旧芸名「五十嵐梅」、2010年4月1日、4月8日出演）
上記の2人はハイペリオンガールの座を狙うアシスタント役で出演。2人ともエンディングの罰ゲーム地獄を味わっている。
- ホルスタイン・モリ夫（モリマン）
2010年9月2日と9月9日に初出演。その後「銀玉2」では第13回（2011年8月25日）と第17回（同年9月22日）、最終回（同年9月29日）に出演した。
- セレブ大島、ヒラヤマン、さやか、ビワコ
いずれも「パチンコ必勝本DREAMS」の女性ライター。第46回（2010年10月28日放送）にセレブとヒラヤマンが初出演して以降、常連ゲストとしてたびたび登場していた。ちなみに「銀玉2」ではゲストを交えてのミニトークコーナー「パチンコ座談会」もあった。
- かおりっきぃ☆（2011年7月7日、7月14日出演）
パチンコアイドルライター。番組の音声担当が大ファンだったらしく、収録時は思わず興奮状態だった。

### サブちゃん（サブキャラ）
- 番組の「影の出演者」で、本来の出演者とは別の場所でパチンコ勝負を行っていた。当初は「サブキャラ」の名称だったが、銀玉第6回（2010年1月14日放送）で自分に名前がほしいという要望を受けて視聴者公募した結果「サブちゃん」となった。
- 初代は蝶型のマスクに金色のスーツ、赤い蝶ネクタイがトレードマーク。2代目はモモレンジャー風のマスクに赤いマント、金色の蝶ネクタイがトレードマークであった。
- なお、最終回（2011年9月29日放送）のエンディングでオジョーが「どんな顔してるんだい!?」と言ってサブちゃんのマスクを口元まで引っ剥がそうとしていたが、番組終了までサブちゃんの正体及び本名については一切明かされなかった。

## オープニング
銀玉の魂
テレビ塔に似た赤いタワー（時計には「1:30」と記されている）などが並ぶ夜の街並みから大きなパチンコ台が現れ、投入したパチンコ玉が「GO!」と書かれた穴に入ると3つのスロットが揃い、タイトルロゴが現れる。
銀玉の魂2
パチンコ玉を模した覆面に「P」と描かれた黄色い全身タイツと赤いマントを着用した謎のヒーローが発射台から飛び出し、数字（2→5→4→1→3→6→1→2→4→5→7）を潜り抜け隕石を突破するとタイトルロゴが現れる。

## 備考
- TVhは直前の深夜1時台前半に『バラエティ7』金曜2部枠番組を遅れネットしていたが、プライムタイム枠の全国ネット番組が30分枠拡大される際、銀玉の放送時間を繰り下げずに休止にすることが多かった。この時期に放送されていたドラマ『宇宙犬作戦』は2週遅れでネットを開始したが、テレビ東京が2010年12月24日に放送した最終回は2011年2月3日の6週遅れとなった[5]。
- 毎年5月に開催される『世界卓球選手権』放送の際は放送日時が変更された。銀玉第25回は2010年5月25日（26日未明）の深夜2時30分～3時、第67回は2011年5月9日（10日未明）の深夜1時30分～2時の放送だった。

## スタッフ
本番組にはプロデューサー、ディレクターなどの主要スタッフ名が表記されなかった。
- 企画：株式会社エス・ケイ・ディー
- 協力：パチンコ必勝本CLIMAX、パチンコ必勝本DREAMS
- 制作協力：ノーステレビスタッフ、クロスビジョン
- 製作著作：テレビ北海道